# Vom kleinen Maulwurf, der wissen wollte, wer ihm auf den Kopf gemacht hat
Vom kleinen Maulwurf, der wissen wollte, wer ihm auf den Kopf gemacht hat ist der Titel eines Bilderbuches, das Werner Holzwarth (Idee, Text) und Wolf Erlbruch (Illustrationen) 1989 veröffentlichten und das zum internationalen Bestseller wurde.
Der Klassiker des Kinderbuchs wurde inzwischen in 27 verschiedene Sprachen übersetzt und erreichte bis 2018 weltweit eine Auflage von 3 Millionen. Außerdem gibt es die Geschichte als Pop-up- und Hörbuch, in Blindenschrift, als Figurentheater und als Zeichentrickfilm.
Kinder, die mit Tieren wenig zu tun haben, erfahren, wie sich der Kot der einzelnen Tiere unterscheidet (bzw. von ihrem eigenen Kot unterscheidet). Dabei wird zugleich das Tabuthema des Ausscheidens von Kot besprochen, das Bilderbuch wird darum auch bei der Sauberkeitserziehung verwendet.

## Handlung
Dem Maulwurf fällt ein Häufchen auf den Kopf. Um herauszubekommen, von wem es stammt, befragt er nacheinander eine Taube, ein Pferd, einen Hasen, eine Ziege, eine Kuh und ein Schwein. Alle verneinen seine Frage, ob sie ihm auf den Kopf gemacht haben, und beweisen ihm dies mit den Worten (und Taten): „Ich, nein, wieso? Ich mach so.“
Von Fliegen, den Spezialisten in Sachen Kot, erfährt der Maulwurf schließlich, wer der Übeltäter war, und kann sich am selbigen, dem Hund des Metzgers mit Namen Hans-Heinerich, rächen.
Eine Fortsetzung der Geschichte gibt es als Hörbuch Die Rache des Hans-Heinerich oder: Wie die Geschichte vom kleinen Maulwurf, der wissen wollte, wer ihm auf den Kopf gemacht hat, weitergeht, herausgegeben vom Verlag Sauerländer (Mitwirkende u. a. Ben Becker, Ingo Insterburg, Dirk Bach), Mannheim 2011, ISBN 978-3-7941-8578-8 (CD).

## Werbefigur Max Maulwurf der Deutschen Bahn
Von Wolf Erlbruch, dem Illustrator des kleinen Maulwurfs, stammt ebenfalls die Figur Max Maulwurf, eine frühere Symbolfigur der Deutschen Bahn für Bauarbeiten.

## Bühneninszenierungen

### Schauspiel
- 2021: Nationaltheater Mannheim Regie: James & Priscilla (C. Minckwitz, F. Scheer, N. Schneider, A. Spalthoff, J. Tibbe)[7]

### Oper
Am 20. Mai 2022 feierte die Geschichte, von Ela Baumann (Libretto) und Elisabeth Naske (Musik) als Oper adaptiert, ihre Uraufführung als Auftragswerk der Oper Wuppertal in Koproduktion mit dem Musiktheater im Revier.